# Popolari UDEUR
Ludowcy UDEUR (wł. Popolari UDEUR) – włoska partia polityczna o profilu chadeckim, założona w 1999, występująca pod licznymi nazwami. Partia należała do Europejskiej Partii Ludowej. Jej założyciele był Clemente Mastella.
Ugrupowanie powstało w 1999 pod nazwą Unia Demokratyczna na rzecz Europy (Unione Democratici per l'Europa), pod którą działała do 2004. Następnie przez kilka miesięcy występowała jako Sojusz Ludowców-UDEUR (Alleanza Popolare-UDEUR), jeszcze w 2004 przyjęła nazwę Popolari UDEUR.

## Historia
Partię powołano po rozłamie założonej przez Francesca Cossigę zaledwie pół roku wcześniej Unii Demokratycznej na rzecz Republiki. W 1999 UDEUR w wyborach do Parlamentu Europejskiego uzyskała 1,6% głosów, co dało jej jeden mandat. W 2001 przystąpiła do koalicji Demokracja to Wolność-Stokrotka, którą opuściła, gdy ta przekształciła się w jednolitą partię.
W 2004 UDEUR ponownie zdobyła jeden mandat w PE (z wynikiem 1,3% głosów). Kontynuowała działalność w ramach wielkiego centrolewicowego bloku pod nazwą Unii (L'Unione). W wyborach parlamentarnych w 2006 lista partyjna ludowców otrzymała 1,4% głosów, co przyniosło jej 14 posłów i 3 senatorów.
W drugim gabinecie Romano Prodiego Clemente Mastella objął tekę ministra sprawiedliwości. Został odwołany w styczniu 2008, co stało się jedną z przyczyn upadku koalicji rządowej i w rezultacie do rozpisania przedterminowych wyborów parlamentarnych. Na początku marca 2008 UDEUR zrezygnowała z udziału w tych wyborach, a część jej działaczy odeszła do innych ugrupowań.
W 2010 partia, posiadająca w miarę zorganizowane struktury w Kampanii, przyjęła nową nazwę – UDEUR Ludowcy dla Południa, na czele którego pozostał Clemente Mastella (jako sekretarz generalny). Stronnictwo zadeklarowało chęć uzyskania strategicznego sojuszu z Ludem Wolności. W 2012 partia powróciła do poprzedniej nazwy, a w 2013 zintegrowała się z ugrupowaniem Forza Italia. W 2017 Clemente Mastella ogłosił reaktywację partyjnego szyldu na potrzeby wyborów w 2018.